# عواطف (فلم)
عواطف  فيلم مصري تم إنتاجه عام 1958، من إخراج حسن الإمام، وأداء مديحة يسري ومحسن سرحان وهند رستم.

## تمثيل
- مديحة يسري
- محسن سرحان
- هند رستم
- محمود المليجي
- أحمد علام
- زكي رستم
- زيزي البدراوي
- علوية جميل

## روابط خارجية
- مقالات تستعمل روابط فنية بلا صلة مع ويكي بيانات